# Timone di Fliunte
Timone di Fliunte (in greco antico: Τίμων?, Tìmōn; Fliunte, 320 a.C. circa – Atene, 230 a.C. circa) è stato un filosofo scettico e poeta greco antico, allievo di Stilpone di Megara e del fondatore della scuola scettica Pirrone di Elide.

## Biografia
Della sua vita e del suo pensiero sappiamo quanto ci ha tramandato il dossografo Diogene Laerzio.
Timone, orfano in giovane età, si dedicò alla recitazione, distinguendosi come coreuta e, in seguito, come mimo, finché, giunto a Megara, intorno al 300 a.C. conobbe Stilpone, di cui divenne allievo.
Tornato a Fliunte, «costretto dalle necessità di procurarsi i mezzi per vivere migrò nell'Ellesponto e nella Propontide. A Calcedonia, esercitando la professione di sofista, suscitò sempre più vasta ammirazione e di lì, dopo essersi arricchito, se ne venne ad Atene, dove visse sino alla morte, eccetto un breve periodo che trascorse a Tebe». In questo periodo la sua reputazione gli valse, inoltre, l'ammirazione di Antigono Gonata e Tolomeo II Filadelfo.
Sembrerebbe, in effetti, dalle notizie diogeniane, che Timone abbia avuto contatti con i poeti di corte di quest'ultimo sovrano, in quanto avrebbe collaborato, tra gli altri, con Alessandro Etolo
Timone - tra l'altro allievo anche di Pirrone, conosciuto nel 295 circa - non ebbe discepoli famosi, ma il suo pensiero scettico, attraverso Arcesilao di Pitane, attrasse i filosofi dell'Accademia platonica.

## Opere
Al dire di Diogene Laerzio, la produzione di Timone fu piuttosto ampia, spaziando dal teatro - il breve catalogo laerziano gli attribuisce 30 commedie e 60 tragedie - ai "cinedi", ossia versi di contenuto scabroso, alla prosa, conteggiata in un totale di 20.000 righe, ossia 20 volumi di papiro. Di tutto ciò ci sono rimasti solo frammenti.
Di carattere più propriamente filosofico era il dialogo Pitone, dove raccontava del suo incontro con Pirrone e delle domande alle quali il maestro rispondeva esponendo il pensiero scettico.
Soprattutto - più noti perché meglio documentati, in 56 frammenti (per un totale di 133 versi) dei 71 dell'opera poetica - i Silli (Σίλλοι, "Versi scherzosi"), un'opera satirica in versi dove, imitando lo stile di Omero, criticava aspramente i filosofi megarici, gli stoici, gli epicurei e gli accademici. Tutti questi egli chiamava "dogmatici", accusandoli di accanirsi in contrastanti e inutili dispute e che soprattutto miravano, con vuote chiacchiere, ad attirare i giovani per impossessarsi del loro denaro. Solo gli scettici, fra i quali includeva Platone, venivano ritenuti degni di rispetto e considerazione..
Scrisse anche un poema intitolato Le apparenze (Indalmoi), in distici elegiaci. Il significato di questo titolo non è affatto chiaro: si potrebbe fare riferimento alle "apparenze" sulla base dei quali i Pirroniani sono costretti a prendere le loro decisioni; uno dei versi sopravvissuti del poema, infatti, recita "Vige il fenomeno ovunque, ovunque esso appaia" e la maggior parte degli studiosi sono partiti da questo frammento per indicare l'importanza delle apparenze nel plasmare le nostre azioni. Un'altra possibilità è che le "immagini" del titolo siano immagini di Pirrone stesso, e che la poesia fosse una rappresentazione di Pirrone e la sua beata tranquillità; il frammento superstite più lungo dal poema - una sequenza di sette versi messa insieme da tre passaggi in Diogene Laerzio e Sesto Empirico - certamente corrisponde a questa descrizione.
Oltre a questi frammenti poetici, restano scarse testimonianze di un libro di polemica Contro i Fisici ed uno Sulle sensazioni (Περὶ αἰσϑήσεων).

## Pensiero
Timone riproduce fedelmente il pensiero del suo maestro che considera essere quasi una divinità poiché egli possiede i precetti per vivere senza affanni. 
Si deve a Timone se, infatti, conosciamo la dottrina di Pirrone poiché questi, seguendo l'esempio socratico, non aveva lasciato nulla di scritto.
Come osserva Aristocle non vi sono differenze tra il pensiero di Timone e quello del suo maestro che egli riporta senza alcuna originalità, ma tuttavia si deve considerare che egli mettendo per iscritto la filosofia pirroniana, fu costretto ad esporla in maniera più rigorosa e a confrontarla con quella degli altri filosofi, rendendo così il pensiero scettico più organizzato sistematicamente e più ampiamente diffondibile.
Timone, più che un discepolo, è un ammiratore, un estimatore appassionato del maestro che offriva un modello di vita, dopo il crollo dei valori etico-politici della cultura greca classica, che rendeva possibile «vivere con arte una vita felice anche senza la verità e i valori del passato».
Timone affermava che per essere felice l'uomo dovrebbe conoscere tre cose:
1. Qual è la natura delle cose;
2. Quale atteggiamento bisogna assumere rispetto ad esse;
3. Quali conseguenze risulteranno da questo atteggiamento.

Secondo Timone è impossibile la conoscenza poiché noi percepiamo la natura delle cose con la sensibilità che per la sua contingenza non ci permette di distinguere il vero dal falso:
Allora il saggio dovrà sospendere ogni giudizio ("ἐποχή" epoché) e seguire la logica del «non più» per la quale ogni concetto ed ogni cosa esistono «non più» di altri, ed anzi possiamo dire che «non più esistono che non esistano»:
L'unico atteggiamento possibile di fronte a una realtà che ci sfugge è allora quello di non pronunciarsi su alcunché (afasia) il non parlare, dopo aver conquistato l'atarassia, cioè quella indifferenza e assenza di passioni che procurano felicità, serenità al saggio.